# Crocidura jenkinsi
Crocidura jenkinsi är en däggdjursart som beskrevs av Chakraborty 1978. Crocidura jenkinsi ingår i släktet Crocidura och familjen näbbmöss. IUCN kategoriserar arten globalt som akut hotad. Inga underarter finns listade i Catalogue of Life. Artepitet i det vetenskapliga namnet hedrar den brittiska zoologen Paulina D. Jenkins.
Denna näbbmus förekommer endemisk på ögruppen Great Andaman i Indiska oceanen. Den lever i lövskiktet eller i det översta jordlagret i lövfällande skogar. Arten är aktiv mellan skymningen och gryningen. Den vistas även i Mount Harriet nationalpark.